# Gesmold
Gesmold es una antigua comuna alemana, actualmente constituye un Ortsteil de Melle, distrito de Osnabrück, Baja Sajonia. 

## Geografía

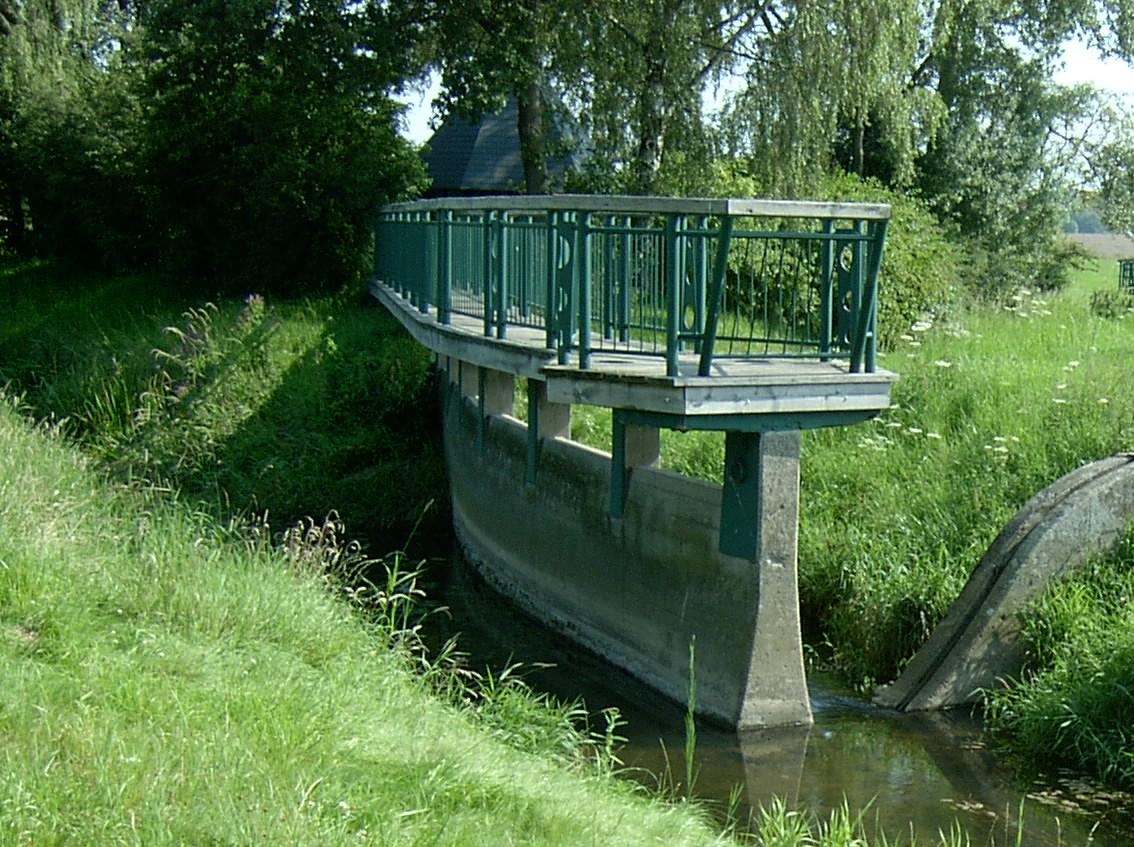
Bifurcación del Hase y el Else.

Gesmold se ubica entre el Bosque Teutónico y el Wiehengebirge. Una singularidad es la bifurcación de los ríos Hase y Else.

## Sitios de interés
- Castillo de Gesmold, construido en el Renacimiento.
- Iglesia católica de San Pedro, en estilo neoclásico.[3]
- Gerichtslinde, tilo debajo del que se realizaban los juicios ciudadanos.